# Palachia delvarei
Palachia delvarei är en stekelart som beskrevs av Boucek 1998. Palachia delvarei ingår i släktet Palachia och familjen gallglanssteklar.
Artens utbredningsområde är Senegal. Inga underarter finns listade i Catalogue of Life.